# Festival international du film de Thessalonique 2010
Le Festival international du film de Thessalonique 2010 fut la 51e édition du Festival international du film de Thessalonique. Elle se tint du 3 au 12 décembre 2010.

## Jury
- Président : Michel Demopoulos
- Jurés :
  - Mohamed Al-Daradji
  - Scandar Copti
  - Behrooz Hashemian
  - Martin Schweighofer

## Films sélectionnés
- En ouverture : 127 heures
- En clôture : Black Swan

## Palmarès
- Periferic (Bogdan George Apetri) : Alexandre d'or
- Attenberg (Athiná-Rachél Tsangári) : Alexandre d'argent
- Jean Gentil (Israël Cárdenas et Laura Amelia Guzmán) : Alexandre de bronze
- Marian Crișan (Morgen) : meilleur réalisateur
- Marek Lechki (Erratum) : meilleur scénario
- Ana Ularu (Periferic) : meilleure actrice
- András Hatházi et Yilmaz Yalcin (Morgen) : meilleurs acteurs ex æquo
- Zefyr de Belma Bas : prix artistique